# Stettiner Fememordprozess
Der Stettiner Fememordprozess war ein Strafprozess in der Zeit der Weimarer Republik, der 1928 bzw. 1929 vor dem Schwurgericht beim Landgericht Stettin verhandelt wurde. Gegenstand des Prozesses war die Tötung eines jungen Landarbeiters in dem zum Zuständigkeitsgebiet des Landgerichts Stettin gehörenden Kreis Greifenhagen im Juli 1920 durch Angehörige der Arbeitsgemeinschaft Roßbach.
Die Tat wurde weithin den sogenannten Fememorden, politisch motivierten Tötungshandlungen an angeblichen Volksverrätern in der Zeit nach dem Ersten Weltkrieg, zugerechnet, deren juristische Aufarbeitung Gegenstand einer Reihe von Strafverfahren in der zweiten Hälfte der 1920er Jahre war. Der Prozess war Gegenstand intensiver Berichterstattung durch die zeitgenössische Presse und stark politisch aufgeladen: Während große Teile der national und völkisch gesinnten Bevölkerung bzw. Medien die Tat von 1920 als eine Notwehrhandlung zugunsten des Staates zur Abwehr eines Landesverrats bewerteten und die Angeklagten als Helden feierten, die ungerechtfertigter Weise vor die Schranken der Justiz gezerrt würden, erblickten liberal, sozialdemokratisch und kommunistisch gesinnte Bevölkerungsteile und Presseorgane in diesen Männern rohe Gewaltmenschen und „Bestien“, die sich einer grausamen Mordtat schuldig gemacht hatten.

## Die dem Prozess zugrunde liegende Tat
Nachdem die Auswirkungen der Novemberrevolution unmittelbar nach dem Ende des Ersten Weltkriegs weitgehend abgeklungen waren, wurde das Freikorps Roßbach, ein paramilitärischer Verband aus national gesinnten Weltkriegsheimkehrern und später eingetretenen Freiwilligen, von seinem Gründer Gerhard Roßbach in den ersten Monaten des Jahres 1920 äußerlich in die „Arbeitsgemeinschaft Roßbach“ umgewandelt.
In den folgenden Monaten wurden die Angehörigen der Arbeitsgemeinschaft Roßbach auf landwirtschaftlichen Gütern in Mecklenburg, Pommern und Schlesien untergebracht und dort als Erntehelfer, Holzhacker und Flurhüter eingesetzt, insbesondere um streikende Arbeiter unter Kontrolle zu halten und bei Ausbrüchen erneuter revolutionärer Unruhen den Besitz der Gutsherren zu verteidigen. Zudem wurden sie in Kooperation mit den zuständigen Wehrkreiskommandos als eine getarnte Reserve der Reichswehr in Bereitschaft gehalten, deren Personalstärke durch den Friedensvertrag von Versailles seit Anfang 1920 auf maximal 100.000 Mann beschränkt war. Im Falle polnischer Übergriffe auf die deutsche Ostgrenze sollten die Trupps der Arbeitsgemeinschaft in Mecklenburg und Pommern in die dortigen offiziellen Reichswehrverbände integriert werden. Zudem träumten die meisten Angehörigen des Freikorps davon, sich an einem bewaffneten Putsch gegen die von ihnen abgelehnte demokratisch-republikanische Regierung in Berlin zu beteiligen. Dies hatten sie während des gescheiterten Kapp-Putsches vom März 1920 einige Tage lang getan. Sie wollten die 1919 gegründete Weimarer Republik gewaltsam umstürzen und durch eine nationale Diktatur beseitigen.
Weiterhin bestand das offiziell aufgelöste Freikorps Roßbach, d. h. der 1918 von Roßbach gegründete militärisch organisierte Kampfverband, seit 1920 mit weitgehend demselben Personal in Gestalt der gleichnamigen Arbeitsgemeinschaft. Sie warteten den Eintritt einer politischen Konstellation ab, in der das Freikorps offiziell reaktiviert würde, worauf die Arbeitsgemeinschaft von einem Tag auf den anderen wieder in einen militärischen Verband umgewandelt und erneut gegen seine politischen Gegner eingesetzt würde.
Dementsprechend war die Arbeitsgemeinschaft Roßbach als militärischer Verband organisiert: Die auf mehreren benachbarten Gütern liegenden Arbeitertrupps der Arbeitsgemeinschaft unterstanden einem sogenannten Gauleiter als Führer (ähnlich einer militärischen Kompanie). Diese wiederum unterstanden jeweils einem sogenannten Kreisleiter, welche der Zentrale der Arbeitsgemeinschaft in Berlin unterstanden.
Die Reichswehr stellte der Arbeitsgemeinschaft Roßbach heimlich Waffen und Munition zur Verfügung, auf die die Angehörigen im Bedarfsfall zurückgreifen konnten. Die Waffen wurden auf den Arbeitsplätzen der Arbeitsmänner in heimlichen Waffenverstecken verborgen gehalten (zum Beispiel in Form von Kisten, die an bestimmten Stellen im Erdreich vergraben wurden oder in Scheunen oder Brunnen unauffällig deponiert wurden).
Eine Gruppe der Arbeitsgemeinschaft Roßbach im pommerschen Kreis Greifenhagen, deren Angehörige auf den Gütern Stecklin, Liebenow und Rosenfelde arbeiteten, unterstand der Führung des Leutnants a. D. Edmund Heines, einem besonderen Vertrauensmann von Gerhard Roßbach.
Im Juli 1920 trat der aus Stettin stammende junge Gelegenheitsarbeiter Willy Schmidt (1899–1920) in die Gruppe der Arbeitsgemeinschaft Roßbach auf dem Gut Stecklin ein und verließ die Arbeitsgemeinschaft nach drei Wochen Arbeit. In der Folge kamen im Dorf Greifenhagen Gerüchte auf, dass Schmidt beabsichtige, die geheimen Waffenverstecke der Roßbach-Männer auf Stecklin und den Nachbargütern gegen Bezahlung an die Kommunisten oder an die alliierte Kommission, die in der Provinz darüber wachte, dass die Deutschen die Abrüstungsbestimmungen des Versailler Vertrages einhielten, zu verraten.
Nachdem diese Gerüchte Heines zu Ohren gekommen waren, beschloss er, dass Schmidt unschädlich gemacht werden müsse. Er wies den Vertrauensmann der Arbeitsgemeinschaft auf Gut Stecklin, Max Krüger, daher an, ihm mitzuteilen, falls Schmidt sich erneut in der Nähe des Gutes Stecklin zeigen sollte.
An einem Tag Ende Juli 1920 traf Schmidt auf der Dorfstraße von Greifenhagen zufällig mit Grete Gajewski, der Stieftochter eines auf Gut Stecklin lebenden regulären Arbeiters, zusammen, die dort einige Einkäufe erledigte. Da er Zuneigung zu dem Mädchen gefasst hatte, kehrte er mit ihr auf das Gut zurück. Ihrem Stiefvater erklärte er, dass er sich am nächsten Tag zur Wiederaufnahme der Arbeit auf dem Gut melden wolle. Der Arbeiter gestattete ihm daraufhin, die Nacht in seinem Haus zu verbringen. Als Schmidt und Gajewski daraufhin das Abendessen für die Familie Walter auf dem Gasthof des Gutes holten begegneten sie dem Vertrauensmann der lokalen Roßbach-Gruppe, Krüger. Krüger setzte sich daraufhin mit Heines, der sich auf Gut Liebenow befand, in Verbindung.
Am späten Abend fuhr Heines mit einem Pferdewagen, begleitet von zwei weiteren Roßbach-Männern, Karl Ottow und Max Bandemer, von Gut Liebenow nach Gut Stecklin, und ließ sich dort von Krüger zum Haus der Familie Walter führen. Heines und seine Helfer durchsuchten das Haus, wobei sie sich der misstrauischen Familie gegenüber als Kriminalbeamten ausgaben, und entdeckten Schmidt schlafend auf dem Heuboden über der Wohnstube und nahmen ihn in Gewahrsam.
Schmidt wurde zunächst in das Quartier der Roßbacher auf Gut Stecklin, das sich in einer alten Gutsbrennerei befand, gebracht und verhört. Ottow schlug ihn dabei mit einem Gummiknüppel gegen den Kopf und verursachte eine blutende Wunde. Anschließend transportierten Heines, Ottow und Bandemer Schmidt mit ihrem Pferdewagen zum Gut Rosenfelde. Nach einer Beratung mit dem Gutsinspektor von Rosenfelde befahl Heines dem Rosenfelder Roßbachmann Johann Vogt, einen Spaten aus dem Werkzeugspeicher zu holen. Anschließend zogen Heines, Ottow, Bandemer, Vogt und ein weiterer Roßbacher namens Olschewski mit Schmidt in den nahen Rosenfelder Wald. Dort ließ Heines Schmidt bewacht von Ottow und Bandemer an einer Stelle im Wald zurück, während er mit Vogt und Olschewski voranging, um an einer anderen Stelle ein Loch im Waldboden auszuheben, in dem Schmidt, dessen Erschießung er spätestens zu diesem Zeitpunkt ins Auge gefasst hatte, begraben werden sollte. Die Männer mussten das Graben jedoch bald abbrechen, da der Boden zu tief und wurzeldurchwachsen war. Zudem wurde Heines klar, dass die Stelle im Wald ohnehin zu nahe am nächsten Dorf sei und Schüsse, die hier abgefeuert würden, dort gehört werden könnten.
Stattdessen schickte Heines Vogt und Olschewski zurück nach Gut Rosenfelde, während er Schmidt zusammen mit Ottow und Bandemer zum Gut Liebenow brachte. Dort ließ er eine Schaufel aus der Werkzeugkammer holen und vergrößerte die Gruppe um die Liebenower Roßbach-Männer Bär und Fräbel, während Bandemer zu Bett ging. Die nun fünf Männer zählende Gruppe zog in den nahen Wald, den Kehrberger Forst. Nachdem die Gruppe einige hundert Meter tief in den Wald vorgedrungen war, zog Heines auf einer Lichtung plötzlich seine Pistole und schoss Schmidt frontal ins Gesicht. Über die weitere Behandlung des Verletzten gingen die späteren Aussagen auseinander. Einigen Aussagen zufolge gab Heines einen weiteren Schuss in Richtung auf den Kopf des am Boden liegenden Mannes ab, wobei unklar ist, ob dieser gegebenenfalls traf. Zudem soll Ottow einen oder zwei Schüsse auf Schmidt, während er am Boden lag abgefeuert haben. Zudem soll Ottow Schmidt, als dieser nach einem bis vier Schüssen, die auf ihn abgefeuert worden waren, noch lebte, mehrere harte Schläge mit einem Gummiknüppel verpasst und sich auf den bäuchlings auf dem Boden liegenden Mann gestellt oder gekniet haben und Fräbel veranlasst haben, dasselbe zu tun, in der Absicht, dem Opfer den Brustkorb einzudrücken. Die Tatbeteiligten Bär und Fräbel sagten entsprechendes später während der polizeilichen Voruntersuchung der Tat übereinstimmend aus, und Fräbel erklärte, dass während er auf Schmidts Hinterkopf und Ottow auf dem Rücken stand, schließlich ein den Tod signalisierender Ruck durch Schmidts Körper gegangen sei. Beide widerriefen ihre Angaben aus der Voruntersuchung, dass Ottow den durch einen oder mehrere Schüsse schwerverletzten Schmidt mit einem Gummiknüppel geschlagen und dass Ottow (bzw. Ottow und Fräbel) sich auf den bäuchlings daliegenden Schmidt gestellt oder gekniet hätte, aber vor Gericht – nachdem die Beteiligten ihre Aussagen mit ihren Anwälten abstimmen konnten – und stellten ihre vorherigen Aussagen als Phantasieprodukte dar. Gesichert ist, dass mindestens zwei (und maximal vier) Schüsse fielen und dass mindestens der erste Schuss Schmidt traf.
Nachdem Schmidt tot war, hoben Heines, Ottow, Fräbel und Bär ein Loch im Waldboden aus, in das sie den Toten versenkten. Da der Boden sehr hart war, konnten sie nur eine kleine Grube ausheben, so dass sie den Toten wie ein Paket zusammendrücken mussten. Nachdem sie das Grab geschlossen hatten, tarnten sie die Grabstelle mit Blättern und Zweigen.
Heines meldete die Erschießung Schmidts am nächsten Tag telefonisch Roßbach, der diese billigte. Bald danach wurden Heines und Ottow auf andere Güter in Pommern, auf denen die Roßbach-Gruppe stationiert waren, versetzt. 1921 gingen sie nach Oberschlesien, wo sich das Freikorps Roßbach an den Grenzkämpfen während des Dritten Aufstands in Oberschlesien beteiligte.
Anfang 1921 zeigte sich, dass Schmidts Leiche schlecht vergraben war: Das Knie des Toten ragte bereits aus seinem Grab heraus. Daraufhin wurde er von einigen Roßbach-Männern exhumiert. Die Leiche wurde in den Rosenberger Wald überführt und dort in einem neu ausgehobenen, tieferen, Loch vergaben.

## Der Stettiner Prozess

Strafverteidiger Friedrich Grimm

Durch einen Zufall gelangte die Tötung des Willy Schmidt im Herbst 1927 zur Kenntnis der Behörden. Ein Mitwisser hatte den Gutsinspektor Bergfeld zu erpressen versucht und gedroht, die Tat zur Anzeige zu bringen, woraufhin dieser die Erpresserschreiben von sich aus der Polizei zugeleitet hatte. Die acht der Tatbeteiligung verdächtigen Personen wurden daraufhin von Dezember 1927 bis Februar 1928 nacheinander in Haft genommen und ins Gerichtsgefängnis Stettin überführt. Das dortige Landgericht war für im Landkreis Greifenhagen begangene Tötungsdelikte zuständig.
Die Staatsanwaltschaft erhob schließlich Anklage gegen die folgenden Personen:
- Kurt Bär (* 22. Juli 1900 in Chemnitz; † 8. Dezember 1965 in Weischlitz), Kutscher
- Max Bandemer (* 13. April 1898 in Langeböse), Eisenbahnschlosser
- Ernst Carl Paul Bergfeld (* 2. Dezember 1865 in Friedensthal, Kreis Demmin; † 11. März 1929 in Rosenfelde bei Liebenow/Kreis Greifenhagen), Amtsvorsteher
- Adam Kaspar Ewald Fräbel (* 16. März 1902 in Seelze bei Hannover; † 9. März 1961 in Bremen), Gelegenheitsarbeiter
- Edmund Heines (* 1897 in München; † 30. Juni 1934 ebd.), Leutnant a. D.
- Max Krüger (* 10. März 1898 in Stolp), Arbeiter
- Karl Ottow (* 29. Juni 1890 in Kritten), Kraftwagenführer
- Johann Vogt (* 5. Mai 1894 in Josefin, Kreis Lublin), Landarbeiter

Edmund Heines und Karl Ottow wurden wegen Mordes, Bandemer, Bär, Bergfeld, Fräbel, Krüger und Vogt wegen Beihilfe zum Mord angeklagt.
Der ursprünglichen Prozess wegen der Tat (1. Stettiner Fememordprozess, auch 1. Heines-Prozess genannt) wurde vom 16. April bis 5. Mai 1928 vor dem Landgericht Stettin unter Vorsitz des Landgerichtsdirektor Georg Hirschberg verhandelt. Die Anklage forderte für Heines und Ottow die Todesstrafe, für die übrigen Angeklagten Zuchthausstrafen.
Ankläger war der Oberstaatsanwalt Felix Saß (1875–1957) von der Staatsanwaltschaft Stettin.
Als Verteidiger wirkten an diesem Verfahren u. a. Franz Holtz, Paul Bloch und Rüdiger von der Goltz mit.
Während die Staatsanwaltschaft den Angeklagten die eigenmächtige und leichtfertige Tötung (bzw. Mitwirkung an der Tötung) einer Person aufgrund eines völlig unbewiesenen Verdachtes vorwarf, argumentierte die Verteidigung, die Angeklagten seien getarnte Soldaten gewesen, die zur Abwehr einer Landesverratshandlung Schmidt aus Notwehr getötet hätten.
Im Urteil vom 5. Mai 1928 wurde Heines des Totschlags für schuldig befunden und zu einer Zuchthausstrafe von 15 Jahren verurteilt, während Ottow und Fräbel Zuchthausstrafen von vier bzw. drei Jahren erhielten. Die übrigen Angeklagten wurden freigesprochen.
Die Verteidiger von Heines, Ottow und Fräbel sowie die Staatsanwaltschaft legten gegen das Urteil Revision ein. Das Reichsgericht hob das Urteil vom Mai schließlich im Oktober 1928 auf, nachdem sich herausgestellt hatte, dass gegen einen Geschworenen ein Strafverfahren anhängig war, das mit der Aberkennung der bürgerlichen Ehrenrechte enden konnte, und dieser deshalb während der Prozesszeit das Geschworenenamt nicht ausüben konnte: Das Reichsgericht wies den Fall zur erneuten Verhandlung an das Stettiner Landgericht zurück.
Der 2. Stettiner Fememordprozess bzw. 2. Heines-Prozess wurde vom 25. Februar bis 13. März 1929 vor dem Stettiner Landgericht verhandelt. Diesmal stand der Landgerichtspräsident Hermann Hoffmann dem Verfahren vor. Als Hauptverteidiger von Heines wirkte an diesem Verfahren der prominente Rechtsanwalt Friedrich Grimm mit. In diesem Verfahren wurde Heines erneut des Totschlags für schuldig befunden, nun aber nur noch zu einer Strafe von fünf Jahren Gefängnis verurteilt. Ottow erhielt ebenfalls eine Haftstrafe. Fünf weitere Angeklagte wurden freigesprochen, während ein erneutes Urteil gegen den letzten Angeklagten (Bergfeld) entfiel, da er zwischenzeitlich verstorben war.
Heines’ Verteidiger legten gegen das zweite Stettiner Urteil erneut Revision ein. Das Oberlandesgericht Stettin gab im Mai 1929 einem Antrag statt, Heines bis zur Entscheidung über die Revision auf freien Fuß zu setzen, so dass er am 14. Mai 1929 vorläufig und gegen Hinterlegung einer hohen Kaution aus der Haft entlassen wurde. Am 24. Oktober 1930 erließ der Reichstag eine sogenannte Femeamnestie (Gesetz zur Änderung des Gesetzes über die Straffreiheit vom 24. Oktober 1930). Die Amnestie, die ironischer Weise u. a. mit der Stimme von Heines, der im September 1930 als Abgeordneter für die NSDAP in den Reichstag gewählt worden war, verabschiedet wurde, bestimmte, dass politisch motivierte Tötungshandlungen, die bis zu einem bestimmten Stichtag begangen worden waren, straffrei gestellt würden, und dass verurteilte Täter in Freiheit zu entlassen und noch laufende Verfahren einzustellen sein. So wurde eine noch nicht getroffene Entscheidung über die von Heines eingelegte Revision gegen das Urteil vom März 1929 hinfällig. Weder musste (im Falle einer Revisionsannahme) ein dritter Prozess abgehalten werden, noch musste Heines (bei Revisionsablehnung) in Haft zurückkehren, sondern er verblieb ohne weitere Schritte in Freiheit.

## Öffentliche Resonanz des Prozesses und Folgen
Die beiden Versionen des Stettiner Prozesses gerieten seinerzeit zu medialen Großereignissen: Die meisten großen Tageszeitungen veröffentlichten täglich ausführliche Berichte und Kommentare von nach Stettin entsandten Korrespondenten über die neuesten Ereignisse im Gerichtssaal. Zentralfigur war dabei die schillernde Erscheinung des Hauptangeklagten Heines, der durch seine Teilnahme am Hitler-Putsch von 1923 und als Initiator der 1925 beginnenden Einkleidung der nationalsozialistischen SA in braunen Uniform schon vor dem Prozess eine relativ bekannte Persönlichkeit gewesen war. Während die bürgerlich-gemäßigt-liberale und insbesondere die Linkspresse Heines in ihrer Berichterstattung über den Prozess als „Killer“, „Bestie“ und „Unmenschen“ kennzeichnete, der aus Rohheit und Mordgier einen noch dazu wahrscheinlich Unschuldigen grausam gequält und ermordet habe, feierten die deutschnational und die völkisch-nationalsozialistische eingestellten Zeitungen ihn in ihrer Berichterstattung über den Stettiner Prozess als einen patriotischen Helden und Märtyrer, der für eine edle und ehrenhafte, aus selbstloser Vaterlandsliebe begangene Tat eingesperrt, vor Gericht gezerrt und einem schmählichen Verfahren unterworfen würde, wie ein Krimineller.
Durch den Stettiner Prozess wurde Heines 1928 zu einer deutschlandweit bekannten Persönlichkeit. Speziell in Kreisen der völkischen Rechten entwickelte er sich in diesem Jahr zu einer Art politischen Star. Nach seiner Haftentlassung im Mai 1929 wurde Heines sofort wieder in die NSDAP aufgenommen und von ihr als zugkräftiger Redner in Massenversammlungen eingesetzt. Einen früheren Streit aus dem Jahr 1927, der im Mai 1927 zu Heines’ Parteiausschluss geführt hatte, vergaß Hitler aufgrund der neuen Nützlichkeit des aufstrebenden Mannes und tat so, als ob der frühere Zwist niemals stattgefunden hätte.
Im Jahr 1930 wurde Heines von Hitler zum stellvertretenden Gauleiter für die Oberpfalz ernannt und im September 1930 auf Vorschlag der NSDAP in den Reichstag gewählt. Ab 1931 betätigte er sich zudem führend in der SA: Von Juni 1931 bis Juni 1934 fungierte er als Kommandeur der SA in Schlesien, zuletzt mit dem Rang eines SA-Obergruppenführers. Dabei galt er von 1931 bis 1934 weithin als zweiter Mann der SA nach dem Stabschef der SA Ernst Röhm sowie als das bekannteste Gesicht der SA nach Röhm. Im Zuge der „Röhm-Affäre“ im Sommer 1934 wurde Heines schließlich gemeinsam mit Röhm und einer Reihe anderer höherer SA-Führer verhaftet und auf Befehl Hitlers am Abend des 30. Juni 1934 in München-Stadelheim von der Leibstandarte SS Adolf Hitler erschossen. Der Öffentlichkeit gegenüber wurde die Erschießung von Heines damit begründet, dass dieser führend an der Vorbereitung eines Putsches der SA-Führung gegen die legale Regierung zwecks Übernahme der Macht im Staat durch die SA beteiligt gewesen sei.
Vertreter der demokratischen, sozialistischen und kommunistischen Parteien und ihre Presseorgane verurteilten derweil den Personenkult, den die politische Rechte und zumal die Nationalsozialisten ab 1928 um Heines trieben, unter Verweis auf die durch den Prozess von 1928 enthüllte monströse Mordtat von 1920, die er begangen hatte, und prangerten denselben als Beweis für die moralische Verdorbenheit der radikalen politischen Rechten an. In der linken Presse wurde Heines seit 1929, wann immer er erwähnt wurde, routinemäßig mit dem Epithet „Der Fememörder“ bezeichnet. In gleicher Weise bewerteten die liberale Mitte und die linksgerichteten Kreise die ab 1929 beginnende Einsetzung von Heines als Versammlungsredner durch die NSDAP und die Entscheidung der Parteiführung der NSDAP, ihn im Herbst 1930 als Abgeordneten in den Reichstag zu entsenden: Dass die Partei einen überführten kaltblütigen, grausamen Killer wie Heines als Abgeordneten in den Reichstag entsende, sei eine Schande und ein Armutszeugnis und beweise den sittlichen Tiefstand der nationalsozialistischen Bewegung, die es fertig bringe, einen solchen Mann zum Volksvertreter zu machen.
Außer Heines wurden auch einige seiner Mitangeklagte 1929 in die NSDAP aufgenommen: Karl Ottow (Mitgliedsnummer 146.006) und Karl Bär (Mitgliedsnummer 152.130) wurden jeweils zum 1. September 1929 Mitglieder der Partei.